# 伯颜帖木儿 (元朝)
伯颜帖木儿（14世纪—1368年），表字元臣，大都（今北京市）人，元朝政治人物，元顺帝时中书平章政事。
至正十一年（1351年），伯颜帖木儿中进士，至正十九年（1359年），担任兵部尚书，奉旨用御酒、龙衣赐给张士诚，征海运粮。至正二十二年（1362年），担任中书省参知政事。至正二十七年（1367年），拜任中书省平章政事，和沙蓝答里、李国凤劝皇太子设立抚军院，总管天下兵马，来牵制扩廓帖木儿，他担任知抚军院事。至正二十八年（1368年），关保、貊高攻打扩廓帖木儿，兵败被杀。朝廷废除抚军院，归罪于伯颜帖木儿，将他斩杀。